# Второв, Иван Алексеевич
Иван Алексеевич Второв (1 [12] июня 1772, Ласкаревка, Бузулукский уезд, Оренбургская губерния, Российская империя — 14 [26] февраля 1844 или 26 февраля 1844, Казань) — русский чиновник, судья, просветитель, литератор, ученик масонов, один из образованнейших людей своего времени, имел обширные литературные знакомства, городничий Самары.

## Биография
Родился 1 (12) июня 1772 года в деревне Ласкарёвка Бузулукского уезда Оренбургской губернии (ныне Борский район (Самарская область)). Сын купца Алексея Григорьевича, отец которого был родом из Оренбурга, служил при оренбургском губернаторе И. И. Неплюеве правителем его канцелярии и в 1756 году получил чин коллежский секретарь. Мать — Акулина Ивановна - родом из обедневших дворян.
Детство провёл в Оренбурге, где работал отец. С ранних лет Иван испытывал интерес к наукам. Изучал словесность, историю, географию, физику, французский язык, много читал. Тогда же Второв приобрел привычку, которую сохранил на всю жизнь - делать из книг выписки. Рано начал работать, обучая русской грамоте детей в татарской школе.
В 1781 году родственник забрал его в Самару, где поступил на чиновничью службу копиистом в уездном суде.
С 1791 года по 1793 год занимал должность письмоводителя симбирского прокурора.

### Дневник и встречи с известными людьми

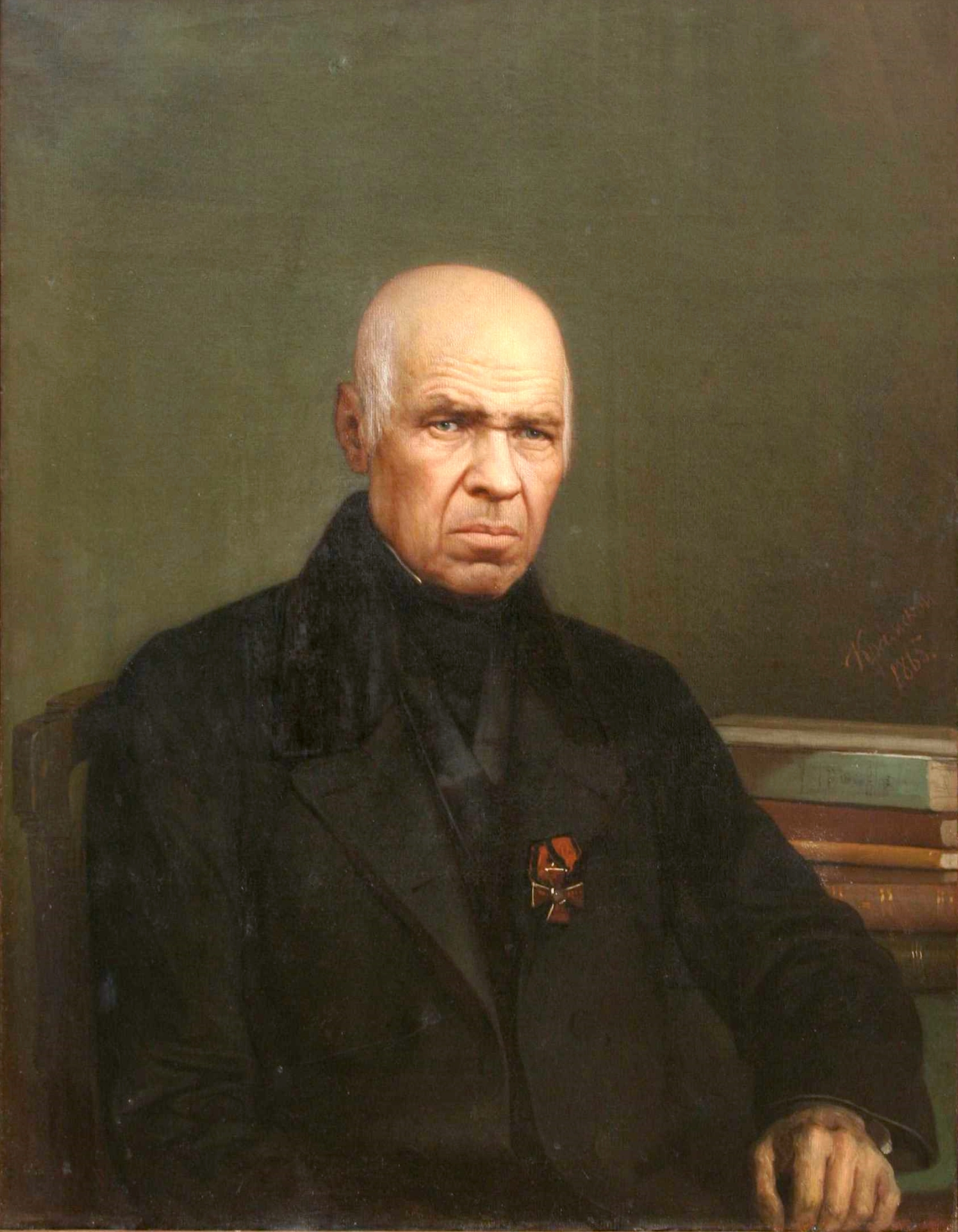
Портрет по дагеротипу, художник И. Крамской, 1865

В 1792—1843 годах вёл дневник, который содержит богатые сведения о жизни уездной Самары и губернских городов. в нём он с возмущением пишет о многочисленных фактах беззакония, произвола, взяточничества, несправедливого суда.
Периодически бывая в Москве, встречался с Карамзиным, братьями Тургеневыми, Дельвигом и Пушкиным.
Владел крупнейшей по тому времени библиотекой в 2000 томов, где хранилось самое опасное произведение Радищева «Путешествие из Петербурга в Москву». Сам Второв писал очерки и стихи в духе русского сентиментализма. С любовью писал о средневолжской природе.

### Приезды в Самару
18 августа 1793 года в чине коллежского регистратора приезжает в Самару, где в 1794 году вступился за купца Пономарева, которому духовные цензоры мешали свободно торговать книгами. Лавка Пономарева была единственной книжной лавкой в Самаре.
В свой третий приезд в Самару в 1797 году, стал заседателем нижнего земского суда.
В 1805—1816 годах служил судьёй в уездном суде. В 1812 году он был назначен исполнять должность самарского городничего вместо А. А. Лукина. В 1812—1814 гг. Совмещал сразу три должности — судьи, городничего и уездного предводителя дворянства (при этом не являясь потомственным дворянином!).

### Война 1812 года
Во время Отечественной войны 1812 года должность городничего стала тяжелой обузой для Второва. В докладах симбирскому губернатору А. А. Долгорукову и губернскому правлению он просил прислать помощь, отчаявшись, стал проситься в ополчение, но безуспешно. В качестве благодарности за успешное исполнение должности Ивана Алексеевича Второва наградили медалью «В память 1812 года».
В сентябре 1812 года в Самару прибыла первая партия плененных французов. Главой конвоя был полковник Языков, с которым Второв поссорился, пожалев пленных. Городничий отвечал за размещение, охрану и содержание пленных. Гуманно относился к пленным и требовал того же и от жителей города. В день отбытия из Самары в июне 1814 года пленные горячо благодарили Ивана Алексеевича Второва.

### Смена городничего
В 1813 году самарским городничим стал Е. И. Разумов, но в этом же году на пост городничего возвратился И. А. Второв.
16.02.1814 г. получил письмо от симбирского чиновника, в котором говорилось, что скоро в Самару пребудет новый городничий.
7.07.1814 г. в Самару прибыл новый городничий, таким образом, 8.07.1814 г. для Ивана Алексеевича закончился второй срок исполнения должности городничего. Имя нового городничего неизвестно. Судя по всему, он планировал остаться в Самаре надолго, однако 2.10.1815 г. новый городничий неожиданно покинул Самару. В связи с этим Второв опять принял городническую должность.

### Илецкое соляное правление
В 1816—1834 годах он занимал место пристава при самарских магазинах Илецкого соляного правления. В 1827 году был награждён орденом Св. Владимира IV степени, дававшим право на потомственное дворянство.
В 1835 году, по выходе в отставку, получил чин коллежского асессора.
Прожил в Самаре около 50 лет, исполняя должность самарского городничего с 1812 по 1815 год (с перерывами).
Скончался в ночь с 13 на 14 (26) февраля 1844 года после тяжелой болезни.

## Семья
В 1806 году Иван Алексеевич женился на Марии Васильевне (в дев. Мильнович), дочери ставропольского предводителя дворянства.
Родословная:
I
1 Алексей Андреевич Второв (2-я четв. XVIII в. — 4.03.1788)
- Ж. Акулина Ивановна Пяткина (2-я треть XVIII в. — 1800)

II
2 / 1 Екатерина Алексеевна Второва (1760-е —)
- М. Дмитрий Матвеевич Ганецкий (3-я четв. XVIII в. —)

```
3 / 1 Иван Алексеевич Второв (1.06.1772 — 14.02.1844)
* Ж. Мария Васильевна Милькович (рубеж XIX в. —)
```

4 / 1 Александра Алексеевна Второва (1770-е —)
- М. Василий Федорович Ефебовский (3-я четв. XVIII в. —)

III
5 / 3 Екатерина Ивановна Второва (1806 —)
- М. Михаил Григорьевич Темников (около 1801 —)

6 / 3 Анна Ивановна Второва (1812 —)
- М. Илья Тимофеевич Жедринский (1801 —)

7 / 3 Николай Иванович Второв (9.09.1818 — 1.12.1865)
- Ж. Надежда Аполлоновна Гарчинская (1829 —)

8 / 3 Юлия Ивановна Второва (1823—1855)
- М. Дмитрий Матвеевич Ходкевич (1819—1887)
  - Мария Дмитриевна
    - Марков, Константин Константинович (1905—1980) — академик АН СССР, географ[5].

IV
9 / 7 Иван Николаевич Второв (конец 1840-х — 1852)
10 / 7 Софья Николаевна Второва (15.07.1856 —)
- М. Виктор Федорович Яфа (4.05.1839 — 22.04.1878)
  - Ольга Викторовна (1876—1964) — учитель, литератор, была репрессирована (1929—1931).

11 / 7 Аполлон Николаевич Второв (1859 —)
12 / 7 Вера Николаевна Второва (около 1863—1873)
13 / 7 Николай Николаевич Второв (.02.1866 — 1883).

## Награды
- 1813 — Медаль «В память Отечественной войны 1812 года»
- 1827 — Орден святого Владимира 4-й степени за гражданские заслуги. С присвоением дворянства за 35-летнюю службу.